# 標準時
標準時（ひょうじゅんじ、英: standard time、略語：STDT）は、ある国家または広い地域が共通で使う地方時をいう。

## 概要
地方時とはある地域または地点の時刻を指し、元来は平均太陽時を用いた。これは観測地点に依存する時刻であり、経度1度の違いで4分の時差（）が、経度15度の違いで1時間の時差が発生する。したがって離れた都市はそれぞれの時刻を用いることとなり、共通の時刻に合わせることはなかった。これに対して標準時では、広い地域が共通の時刻を用いる。
標準時に用いる子午線としてはどのような子午線を採ることも可能ではあるけれども、相互の便宜のため協定世界時（UTC）との差が1時間もしくは30分の整数倍となる経度の子午線を用いることが多い。その経度の選定は、国や地域が広がる経度の範囲の中心や、人口密度、都市の位置、その標準時が使われる地域間の時差などが考慮される。
このように時差が1時間の整数倍となる標準時のことを特に経帯時（けいたいじ、英: zone time; ZT）といい、公海上を航行する艦船等ではその子午線の両側7.5度の範囲にこれを適用する。
共通の標準時を使う地域全体を等時帯（時刻帯、標準時間帯、時間帯、タイムゾーンとも）といいその地域の標準時を示す際にはUTCとの差で示すことがある。また、国によっては夏時間（英: summer time、サマータイム）が使われる。

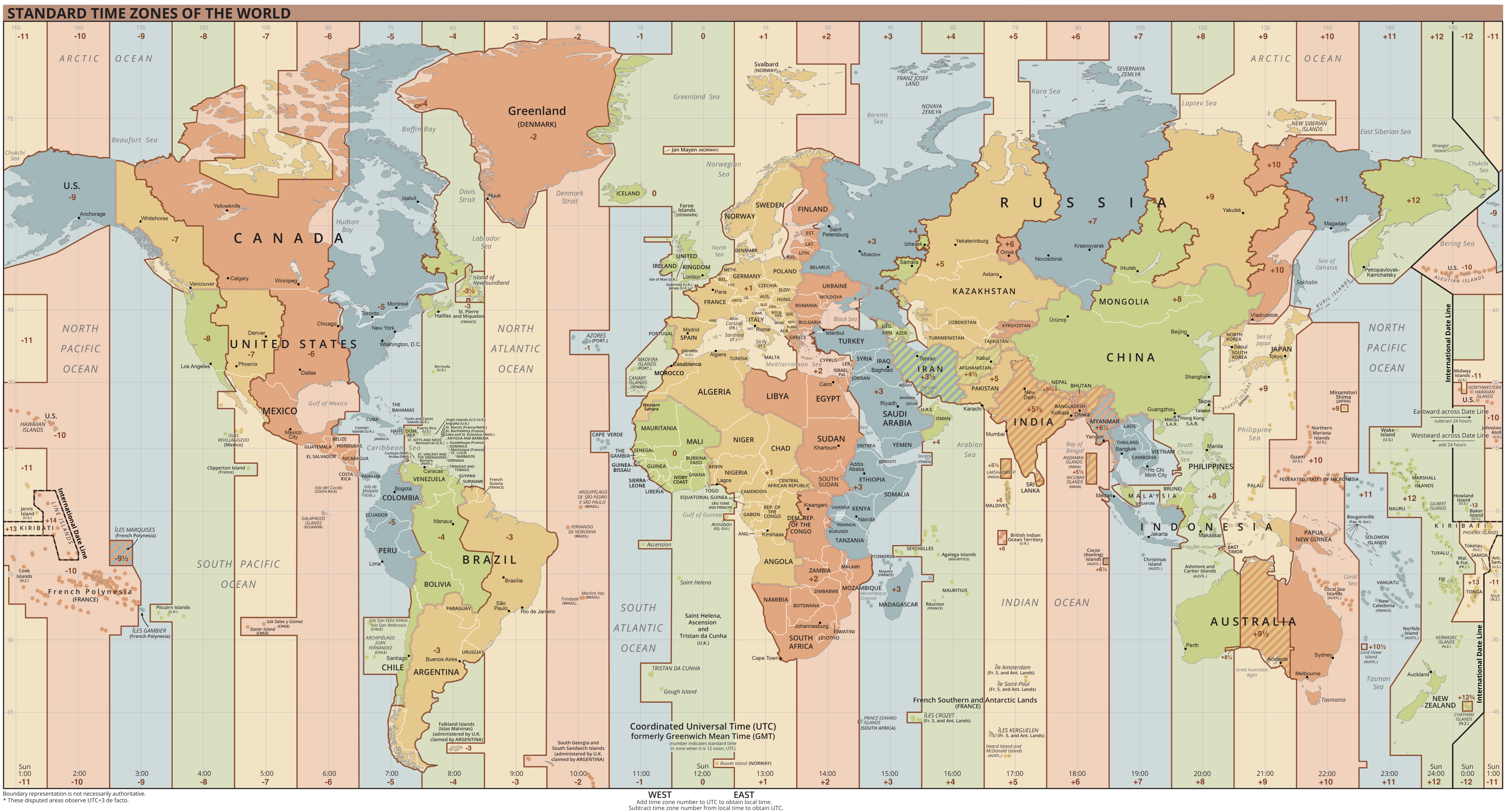
等時帯の地図

## 標準時の歴史
標準時が導入される以前は、各々の自治体ごとに（もしその町の時計があれば）その町での太陽の位置に合わせて時計を合わせていた。すなわち都市や観測地点ごとに定めた平均太陽時であった（地方平均時）。移動者は移動の度に時計を合わせ直す必要があった。
鉄道が敷設される以前はこれで十分に間に合っていたが、鉄道によってそれまでよりも格段に速く広範囲を移動できるようになると、頻繁に時計を合わせ直す必要が生じた。また鉄道の運行自体に与える影響も無視できなくなった。
この問題を解決するために、ある地域内で鉄道運行に関わる全ての時計に共通の時刻を用いるという「鉄道時間」、後に「標準時」、の仕組みがイギリスで生まれた。この共通時刻としては、基準となる地点の平均太陽時を用いた。イギリスではロンドンの時間、すなわちグリニッジ平均時をこれに用いた。時刻を合わせるには、当初は時計を運んだが、後にグリニッジ天文台から電信で伝える仕組みとなった。
標準時の考え方を世界全体に適用すると、世界はいくつかの等時帯 (time zone) に分割される。それぞれの等時帯は（少なくとも理論的には）15度の経度範囲をカバーする。これら各々の等時帯内に属する時計は全て共通の時刻（標準時）に合わせられ、隣り合う等時帯の間は1時間ずつ時刻がずれている。
1884年の国際子午線会議において、グリニッジ子午線が本初子午線として国際的に採用され、従ってグリニッジ平均時が世界の各地域の標準時の基準の地位を獲得した。
この会議ではサンドフォード・フレミング卿(en)が等時帯の仕組みを提案したが、本初子午線を決定するという会議の目的から外れるという理由で採用は見送られた。しかし実際には1929年までには主要な国のほとんどが等時帯を採用した。
また、1918年には、世界の大洋を航行する艦船においては（経度測定用のクロノメーターとは別に）日常使用する時刻を毎日正午に船の位置する（と考えられる）子午線の地方時に合わせていたが、イギリスの通商部において、この慣習を改めて海上においても、陸上において当時の多くの国が採用している標準時と同様な時刻系を採用することの可否について関係者の詳細な意見を集めた。
その結果、イギリス海軍においてはグリニッジ平均時と整数時だけ異なる経帯時を用いることになり、日本海軍においても同様で海軍艦船使用時規則（大正10年海軍省令第18号）を1922年（大正11年）4月1日から施行して、艦船が公海上にあるときはその所在する時刻帯の時を使用することになった。

### 北米・ニュージーランド
アメリカとカナダでは、1883年11月18日に両国の鉄道会社によって標準時刻帯による鉄道時間が導入された。当時の新聞はこの日を「2つの正午をもつ日」と書いた。このとき、政府は時刻についての立法措置や決定を特に行わなかった。鉄道会社は5つの時刻帯を単純に採用し、市民もこれに従うものと考えた。鉄道経営者の組織であるアメリカ鉄道協会 (American Railway Association, ARA) は、時刻を標準化することに対して一般の科学的関心が高まりつつあることに気づいていた。そこでARAは、当時存在していたそれぞれの鉄道路線の境界に合わせて不規則な境界線をもつ独自の時刻帯を考案した。これは一部には、政府によって鉄道経営に不便な時刻帯が採用されてしまうのを前もって避けるためであったと考えられる。
多くの人々はこの新しい時刻「鉄道時間」を単純に受け入れたが、これには法的裏付けがまったくないとして拒否する市や郡も少なくなかった。法律に規定がないと、例えば契約書の満了期限として深夜 (midnight) と書かれていた場合、この深夜はいつを意味するのかといったことが問題になる。アイオワ州の最高裁判所で審理されたある裁判では、閉店時間の違反に問われたある酒場の経営者が自分は「鉄道時間」ではなく地方（太陽）時に基づいて営業していると主張して無罪となった例があった。その後も標準時は地域の問題となっていたが、1918年にサマータイムの導入の一部として標準時が法律で制定された。
1868年11月2日にはニュージーランドが全国で使われる標準時を公式に採用した。名称はニュージーランド平均時 (New Zealand Mean Time) 。おそらくこれが国内で単一の標準時を採用した最初の国であったと考えられる。ニュージーランドの標準時は東経172度30分の経度に基づくもので、グリニッジ平均時より11時間30分進んだ時刻となっている。

### 協定世界時
各地域の標準時は、グリニッジ平均時を基準として採用し、差を1時間もしくは30分単位に設定することが歴史的に多かった。
その後、現行の協定世界時 (UTC) が実施された翌年の、1973年にシドニーで開催された国際天文学連合 (IAU) 第15回総会において、すべての国の標準時の通報のための基礎として、グリニッジ平均時に代わってUTC を採用することが勧告された。以降、協定世界時 (UTC) が、多くの国で法定常用時の基準となった。